# If I Can't
If I Can't è un brano musicale del rapper statunitense 50 Cent, pubblicato come quarto ed ultimo singolo dell'album Get Rich or Die Tryin' del 2003. Il brano è stato prodotto da Dr. Dre e Mike Elizondo.

## Tracce
CD Singolo Interscope Records – CENTCDP5
1. If I Can't - 3:16
2. If I Can't (Clean) - 3:16

CD Maxi Interscope Records – 9861689
1. If I Can't - 3:16
2. In Da Club (Live in New York City) - 3:16
3. What Up Gangsta (Live in New York City) - 1:57

!2" Maxi Shady Records – 50CDD01
Lato A
1. If I Can't (Dr Dre Original Mix) - 3:20
2. If I Can't (Instrumental) - 3:50
3. If I Can't (Dre Extended Club Mix) - 5:21

Lato B
1. If I Can't (Dr Dre Detox Mix) - 3:44
2. Back Down (Dr Dre Original Mix) - 4:10
3. Back Down (Instrumental) - 3:20

## Classifiche
| Classifica (2003)                               | Posizione più alta |
| ----------------------------------------------- | ------------------ |
| Australian Singles Chart                        | 22                 |
| German Singles Chart                            | 34                 |
| Hungarian Singles Chart                         | 6                  |
| Official Singles Chart ^                        | 10                 |
| U.S. Billboard Hot 100                          | 76                 |
| U.S. Billboard Hot Rap Tracks                   | 15                 |
| U.S. Billboard Hot R&B/Hip-Hop Singles & Tracks | 34                 |